# Équipe de Suède des moins de 17 ans de football
Maillots
L'équipe de Suède de football des moins de 17 ans est constituée par une sélection des meilleurs joueurs suédois de moins de 17 ans sous l'égide de la Fédération de Suède de football.

## Parcours

### Parcours en Championnat d'Europe
| - 1982 : Non qualifiée - 1984 : Non qualifiée - 1985 : 1er tour - 1986 : 1er tour - 1987 : Non qualifiée - 1988 : 1er tour - 1989 : Non qualifiée - 1990 : 1er tour - 1991 : 1er tour - 1992 : Non qualifiée |  | - 1993 : Non qualifiée - 1994 : Non qualifiée - 1995 : Quarts-de-finale - 1996 : Non qualifiée - 1997 : Non qualifiée - 1998 : 1er tour - 1999 : 1er tour - 2000 : Non qualifiée - 2001 : Non qualifiée - 2002 : Non qualifiée |  | - 2003 : Non qualifiée - 2004 : Non qualifiée - 2005 : Non qualifiée - 2006 : Non qualifiée - 2007 : Non qualifiée - 2008 : Non qualifiée - 2009 : Non qualifiée - 2010 : Non qualifiée - 2011 : Non qualifiée - 2012 : Non qualifiée |  | - 2013 : Demi-finales - 2014 : Non qualifiée - 2015 : Non qualifiée - 2016 : Quarts-de-finale - 2017 : Non qualifiée - 2018 : Quarts-de-finale - 2019 : 1er tour - 2020 - 2021 : Editions annulées - 2022 : 1er tour - 2023 : A venir |

### Parcours en Coupe du monde
| - 1985 : Non qualifiée - 1987 : Non qualifiée - 1989 : Non qualifiée - 1991 : Non qualifiée - 1993 : Non qualifiée - 1995 : Non qualifiée - 1997 : Non qualifiée - 1999 : Non qualifiée - 2001 : Non qualifiée - 2003 : Non qualifiée |  | - 2005 : Non qualifiée - 2007 : Non qualifiée - 2009 : Non qualifiée - 2011 : Non qualifiée - 2013 : Troisième - 2015 : Non qualifiée - 2017 : Non qualifiée - 2019 : Non qualifiee - 2023 : A venir |